# Perdita dolanensis
Perdita dolanensis är en biart som beskrevs av Neff 2003. Perdita dolanensis ingår i släktet Perdita och familjen grävbin. Inga underarter finns listade i Catalogue of Life.